# 10 avril 1952
Le jeudi 10 avril 1952 est le 101e jour de l'année 1952.

## Naissances
- Éric De Keuleneer, économiste belge
- Brent Meeke, joueur de hockey sur glace canadien
- Claude Czechowski,
- Fulbert Géro Amoussouga (mort le 23 juin 2017), universitaire béninois
- Grigori Iavlinski, personnalité politique russe
- Hugo Broos, footballeur belge
- Jacques Alain Bénisti, personnalité politique française
- Keith Newton,
- Philippe Dallons (mort le 6 avril 2001), politicien belge
- Richard Wagner, écrivain germano-roumain
- Steven Seagal, acteur, réalisateur, producteur et scénariste, chanteur, guitariste
- Zoran Petrović,

## Décès
- Émile Marot (né le 19 septembre 1857), personnalité politique française
- Charles R. Forbes (né le 14 février 1878), militaire américain
- Erik Larsen (né le 20 février 1928), rameur danois
- Ian Maclaren (né le 1er mai 1875), acteur britannique
- Leo Willis (né le 5 janvier 1890), acteur américain
- Sa Zhenbing (né le 30 mars 1859),

## Événements
- Création de gare d'Hata
- Publication de Okuni et Gohei